# Maestro dell'Adorazione di Vienna
Maestro dell'Adorazione di Vienna (Meister der Wiener Anbetung; fl. XV secolo) è stato un pittore austriaco attivo tra il 1415 e il 1430 circa, verosimilmente a Vienna.
L'anonimo artista di area germanica deve il suo nome a un'Adorazione del Bambino, oggi conservata a Vienna.
Allo stesso autore sono attribuite quattro tavole con scene della Passione, già nella collezione Durrieu, una Santa Margherita, ora a Vienna e l'Adorazione dei Magi, ora a Budapest.
L'anonimo pittore fu maestro di Hans von Tübingen e del Maestro della Presentazione.